# Diretor de televisão
O diretor (português brasileiro) ou realizador (português europeu) de televisão é o responsável por dirigir as atividades que envolvem a gravação ou filmagem de uma produção televisiva. 

## Obrigações
As funções do diretor de televisão variam dependendo de tratar-se de uma produção ao vivo – como a transmissão de notícias ou de um evento esportivo – ou de um filme ou gravação. Nos dois casos, ele é responsável por supervisionar o posicionamento das câmeras, elementos de iluminação, microfones e elementos de suporte. Em uma produção de ficção, seu papel é semelhante ao de um diretor de cinema, fazendo sugestões aos atores, informando ao operador quando iniciar e terminar as filmagens. Nas séries de televisão compostas por vários episódios, o papel do diretor de televisão pode diferir do papel do diretor de cinema, pois ele trabalha apenas em um ou vários episódios, em vez de ser o autor de toda a produção; nesse caso, o controle criativo estará nas mãos do produtor de televisão da série. O diretor de câmeras tem a função de “contar a história”, ele deve conseguir com a seleção de imagens para seduzir e atrair o receptor.

## Responsabilidades
Nas produções ao vivo, o diretor, além de dar prontamente as ordens do momento, deve permanecer calmo e manter a ordem na sala de controle, no andar de filmagem e em todos os lugares sob sua supervisão.
O estudo para as notícias pode ter, no máximo, quatro câmeras com movimentos reduzidos. Em uma transmissão esportiva, pode haver 20 ou 30 câmeras e ele deve informar continuamente aos operadores o que focar.
Enquanto o diretor é responsável pelos elementos específicos que compõem a produção, o produtor de televisão – geralmente sentado na sala de controle em segundo plano atrás do diretor – faz uma coordenação mais geral, que inclui diretrizes e duração da publicidade do programa.